# Frederic Thesiger
 (juillet 2025).
Si vous disposez d'ouvrages ou d'articles de référence ou si vous connaissez des sites web de qualité traitant du thème abordé ici, merci de compléter l'article en donnant les références utiles à sa vérifiabilité et en les liant à la section « Notes et références ».
Pour les articles homonymes, voir Thesiger (homonymie) et Chelmsford (homonymie).
Frederic John Napier Thesiger (12 août 1868 – 1er avril 1933) est un homme d'État britannique qui est le dixième gouverneur du Queensland en Australie, le vingt-troisième gouverneur de Nouvelle-Galles du Sud et le vingt et unième gouverneur général des Indes de 1916 à 1921. 

## Biographie
Thesiger est le fils du général Frederic Augustus Thesiger, 2e baron Chelmsford, qui commande l'armée britannique lors de la guerre Anglo-Zouloue de 1879.
Après des études au Magdalen College, à Oxford, Thesiger est admis au All Souls College. Il siège au conseil du comté de Londres puis est nommé gouverneur du Queensland (de 1905 à 1909), ensuite il devient gouverneur de Nouvelle-Galles du Sud (de 1909 à 1913). Il quitte l'Australie cette année-là pour prendre le commandement d'un régiment en Inde. Il progresse rapidement et il devient vice-roi des Indes en 1916, en remplacement de Lord Hardinge. 
Sa période de gouvernement est une période de troubles en Inde, avec la mise en œuvre des réformes Montagu-Chelmsford (du nom du vice-roi et d'Edwin Samuel Montagu, Secrétaire d'État pour l'Inde), qui donnent plus d'autorités aux organes représentatifs des Indiens, mais qui provoque aussi une violente résistance et aboutit à la promulgation de la loi martiale et au massacre d'Amritsar de 1919. Ceci conduit le Congrès national indien à boycotter les premières élections régionales de 1920, et Chelmsford doit rentrer en Angleterre.
En 1924, alors qu'il a derrière lui un long passé conservateur, Chelmsford se laisse convaincre de se joindre au gouvernement travailliste de Ramsay MacDonald en 1924 comme premier lord de l'Amirauté, bien que ce poste soit uniquement technique et qu'il n'ait jamais rejoint le parti. Après la chute du gouvernement, il prend sa retraite politique et consacre ses dernières années à travailler dans un comité pour le bien-être des mineurs et à des projets éducatifs.